# La Rochepot
La Rochepot ist eine französische Gemeinde mit 281 Einwohnern (Stand 1. Januar 2022) im Département Côte-d’Or in der Region Bourgogne-Franche-Comté; sie gehört zum Arrondissement Beaune und zum Kanton Arnay-le-Duc. Der Ort hieß früher La Roche-Nolay. Hier entspringt das Flüsschen Cloux.

## Bevölkerungsentwicklung
| Jahr                       | 1962 | 1968 | 1975 | 1982 | 1990 | 1999 | 2006 | 2016 |
| Einwohner                  | 287  | 275  | 258  | 272  | 241  | 260  | 278  | 289  |
| Quellen: Cassini und INSEE |      |      |      |      |      |      |      |      |

## Sehenswürdigkeiten
- Katholische Pfarrkirche Notre-Dame-de-la-Nativité aus dem 12. Jahrhundert
- Burg La Rochepot
- Allée couverte de la Chaume